# Ciclocross de Igorre
O Ciclocross de Igorre (em basco e oficialmente: Ziklocross Igorre) é uma carreira ciclista de ciclocross espanhola que se disputa na localidade vizcaína de Yurre, no mês de dezembro.
Criada em 1977 entre o 1979 e 1992 disputou-se num circuito no bairro de San Cristóbal, até que por causa da criação da Copa do Mundo (a partir de 1993) se transladou ao bairro de Olabarri. Pese ao ajustado orçamento das primeiras edições só a primeira foi amador. Fez parte da Copa do Mundo da especialidade consecutivamente desde 2005 até 2011 -anteriormente também foi pontuável em edições isoladas: 1993-1995 e 2001-. No entanto, em 2012 baixou de categoria situando na categoria C2 (última categoria do profissionalismo) e nos anos 2014-2015 como prova amador.

Os organizadores sempre têm sido os mesmos, que para gerir a carreira criaram em 1980 a associação Arratiako Ziklista Elkartea.

## Palmarés

### Masculino
Em amarelo: edição amador.
| Ano  | Ganhador                 | Segundo                  | Terceiro                 |
| ---- | ------------------------ | ------------------------ | ------------------------ |
| 1977 | José María Yurrebaso     | Iñaki Mayora             | Ramón Medina             |
| 1978 | Peter Haegi              | Alfons Van Parijs        | Martin De Cock           |
| 1979 | Reimund Dietzen          | José María Yurrebaso     | Peter Haegi              |
| 1980 | Iñaki Mayora             | Iñaki Vijandi            | José María Yurrebaso     |
| 1981 | Klaus-Peter Thaler       | Iñaki Mayora             | Francisco Salga          |
| 1982 | Gilles Blaser            | Benito Durán             | José María Yurrebaso     |
| 1983 | José Maria Yurrebaso     | Frank Ommer              | Iñaki Mayora             |
| 1984 | Mathieu Hermans          | Paul De Brauwer          | Francisco Salga          |
| 1985 | Albert Zweifel           | Marcel Russenberger      | Jose María Yurrebaso     |
| 1986 | Albert Zweifel           | Pascal Richard           | Paul De Brauwer          |
| 1987 | José María Yurrebaso     | Francisco Salga          | Christian Hautekeete     |
| 1988 | Albert Zweifel           | Laurent Dufaux           | Adrie Van der Poel       |
| 1989 | Petr Hric                | Pascal Richard           | Eric Chanton             |
| 1990 | Stanilav Bambula         | Laurent Dufaux           | Pascal Richard           |
| 1991 | Radovan Fort             | Karel Camrda             | Huub Kools               |
| 1992 | Daniele Pontoni          | Karel Camrda             | Peter Van Den Abeele     |
| 1993 | Paul Herijgers           | Danny De Bie             | Adrie Van der Poel       |
| 1994 | Daniele Pontoni          | Jérôme Chiotti           | Paul Herijgers           |
| 1995 | Daniele Pontoni          | Luca Bramati             | Jiri Pospisil            |
| 1996 | Daniele Pontoni          | Ondrej Lukes             | Jiri Pospisil            |
| 1997 | Jiri Pospisil            | Ondrej Lukes             | Kamil Ausbuher           |
| 1998 | Daniele Pontoni          | Jiri Pospisil            | Petr Dlask               |
| 1999 | Beat Wabel               | David Seco               | Václav Jezek             |
| 2000 | Daniele Pontoni          | Beat Wabel               | Jiri Pospisil            |
| 2001 | Sven Nys                 | Bart Wellens             | Erwin Vervecken          |
| 2002 | Mario De Clercq          | David Seco               | Jiri Pospisil            |
| 2003 | Jiri Pospisil            | David Seco               | John Gadret              |
| 2004 | Arnaud Labbe             | David Seco               | František Klouček        |
| 2005 | Bart Wellens             | Petr Dlask               | Enrico Franzoi           |
| 2006 | Sven Nys                 | Bart Wellens             | Klaas Vantornout         |
| 2007 | Sven Nys                 | Bart Wellens             | Klaas Vantornout         |
| 2008 | Sven Nys                 | Klaas Vantornout         | Erwin Vervecken          |
| 2009 | Zdeněk Štybar            | Niels Albert             | Sven Nys                 |
| 2010 | Niels Albert             | Francis Mourey           | Sven Nys                 |
| 2011 | Kevin Pauwels            | Sven Nys                 | Tom Meeusen              |
| 2012 | Aitor Hernández          | Egoitz Murgoitio         | Isaac Suárez             |
| 2013 | Aitor Hernández          | Javier Ruiz de Larrinaga | Martin Haring            |
| 2014 | Aitor Hernández          | Javier Ruiz de Larrinaga | Kevin Suárez             |
| 2015 | Kevin Suárez             | Aitor Hernández          | Ismael Esteban           |
| 2016 | Stan Godrie              | Ismael Esteban           | Nadir Colledani          |
| 2017 | Wietse Bosmans           | Aitor Hernández          | Javier Ruiz de Larrinaga |
| 2018 | Javier Ruiz de Larrinaga | Aitor Hernández          | Jon Munitxa              |
| 2019 | Felipe Orts              | Kevin Suárez             | Ismael Esteban           |

### Feminino
| Ano  | Ganhador       | Segundo         | Terceiro       |
| ---- | -------------- | --------------- | -------------- |
| 2016 | Aida Nuño      | Luzia González  | Sara Casasola  |
| 2017 | Elle Anderson  | Aida Nuño       | Luzia González |
| 2018 | Luisa Ibarrola | Olatz Odriozola | Paula Suárez   |
| 2019 | Luzia González | Aida Nuño       | Olivia Onesti  |

## Palmarés por países
| País          | Vitórias |
| ------------- | -------- |
| Bélgica       | 10       |
| Espanha       | 10       |
| Itália        | 6        |
| Suíça         | 6        |
| Chéquia       | 5        |
| Alemanha      | 2        |
| Países Baixos | 2        |
| Eslováquia    | 1        |
| França        | 1        |

| País           | Vitórias |
| -------------- | -------- |
| Espanha        | 3        |
| Estados Unidos | 1        |